# فهرست درآمدهای نفتی دولت‌ها در ایران پس از انقلاب ۱۳۵۷
این نوشتار شامل فهرست درآمدهای نفتی دولت‌ها در ایران پس از انقلاب اسلامی ۱۳۵۷ ایران است. درآمدهای حاصل از فروش نفت در دوره هر دولت در ایران به دلیل وجود صندوق توسعه ملی، حساب خزانه دولت نزد بانک مرکزی و همچنین بلوکه شدن درآمد نفتی هر دولت به واسطه تحریم‌ها و آزاد شدن آن‌ها در دولت‌های بعد با میزان خرج دلار نفتی توسط هر دولت در اقتصاد ایران متفاوت می‌باشد.
آمارها نشان می‌دهد قبل از انقلاب اسلامی در دوره ۶۷ ساله (۱۲۹۰ تا ۱۳۵۷) مجموع درآمد نفتی ایران حدود ۷۳٫۸ میلیارد دلار بوده است (۲۶٫۸ میلیارد دلار آن از سال ۱۲۹۰ تا ۱۳۵۲ و از ۱۳۵۳ تا ۱۳۵۶ حدود ۳۸ میلیارد دلار و سال ۱۳۵۷ حدود ۹ میلیارد دلار) که این میزان در دوره ۴۰ ساله بعد از انقلاب اسلامی از ۱۲۰ میلیارد تومان در سال ۱۳۵۷ به ۱۸۴٬۱۰۰ میلیارد تومان در سال ۹۶ رسیده است. در بین دولت‌های پس از انقلاب، درآمد نفتی دولت بنی‌صدر طی یک‌سال فعالیتش حدود ۰٫۰۸۳ هزارمیلیارد تومان، درآمد هشت ساله دولت موسوی، ۰٫۸۸۶ هزارمیلیارد تومان، درآمد هشت ساله دولت هاشمی رفسنجانی ۱۳ هزارمیلیارد تومان، درآمد هشت ساله دولت خاتمی ۸۶ هزارمیلیارد تومان، درآمد هشت ساله دولت احمدی‌نژاد ۴۹۴ هزارمیلیارد تومان و تا پایان سال ۱۳۹۶، درآمد پنج‌ساله دولت روحانی ۵۳۹ هزارمیلیارد تومان بوده است. بر این اساس دولت‌های احمدی‌نژاد و روحانی رکورددار افزایش درآمدهای نفتی هستند.
بر پایه گزارشی که روزنامه فرهیختگان در خرداد ۱۳۹۷ منتشر کرده است، پهلوی همچنان با صادرات روزانه بیش از ۶ میلیون بشکه نفت و فرآورده‌های آن در سال ۱۳۵۲، رکورددار صادرات نفت است. پس از انقلاب اسلامی با تحریم‌های آمریکا و غرب، صادرات نفت ایران در سال ۱۳۵۸ با کاهش ۵۰ درصدی، به روزانه حدود ۲ میلیون و ۸۰۰ هزار بشکه رسید که این میزان در سال‌های جنگ نیز به‌شدت کاهش یافت و طی دو سال ۱۳۵۹ و ۱۳۶۰ به حدود ۹۰۰ هزار بشکه در روز رسید که این میزان، پایین‌ترین میزان صادرات نفت در دوره قبل و بعد از انقلاب اسلامی است.

## فهرست
آمار مجموع صادرات نفت خام و فرآورده‌های آن و نیز درآمدهای حاصل از آن به شرح زیر است:
| سال  | متوسط میزان صادرات (بشکه در روز) | منبع  | درآمد (میلیارد تومان) | منبع  | درآمد (میلیارد دلار) | منبع |
| ---- | -------------------------------- | ----- | --------------------- | ----- | -------------------- | ---- |
| ۱۳۵۷ | ۳٬۶۵۸٬۰۰۰                        | [ ۲ ] | ۱۲۰                   | [ ۲ ] | —                    | —    |
| ۱۳۵۸ | ۲٬۸۶۷٬۰۰۰                        | [ ۲ ] | ۲۱۴                   | [ ۲ ] | —                    | —    |
| ۱۳۵۹ | ۹۱۱٬۰۰۰                          | [ ۲ ] | ۸۳                    | [ ۲ ] | —                    | —    |
| ۱۳۶۰ | ۹۳۱٬۰۰۰                          | [ ۲ ] | ۹۲                    | [ ۲ ] | —                    | —    |
| ۱۳۶۱ | ۱٬۸۶۷٬۰۰۰                        | [ ۲ ] | ۱۷۷                   | [ ۲ ] | —                    | —    |
| ۱۳۶۲ | ۲٬۱۰۲٬۰۰۰                        | [ ۲ ] | ۱۷۸                   | [ ۲ ] | —                    | —    |
| ۱۳۶۳ | ۱٬۶۷۴٬۰۰۰                        | [ ۲ ] | ۱۵۵                   | [ ۲ ] | —                    | —    |
| ۱۳۶۴ | ۱٬۵۱۴٬۰۰۰                        | [ ۲ ] | ۱۱۹                   | [ ۲ ] | —                    | —    |
| ۱۳۶۵ | ۱٬۲۵۵٬۰۰۰                        | [ ۲ ] | ۴۳                    | [ ۲ ] | —                    | —    |
| ۱۳۶۶ | ۱٬۵۴۶٬۰۰۰                        | [ ۲ ] | ۷۰                    | [ ۲ ] | —                    | —    |
| ۱۳۶۷ | ۱٬۶۴۷٬۰۰۰                        | [ ۲ ] | ۵۱                    | [ ۲ ] | —                    | —    |
| ۱۳۶۸ | ۱٬۸۷۵٬۰۰۰                        | [ ۲ ] | ۸۳                    | [ ۲ ] | —                    | —    |
| ۱۳۶۹ | ۲٬۲۸۴٬۰۰۰                        | [ ۲ ] | ۱۱۱                   | [ ۲ ] | —                    | —    |
| ۱۳۷۰ | ۲٬۵۵۹٬۰۰۰                        | [ ۲ ] | ۱۰۴                   | [ ۲ ] | —                    | —    |
| ۱۳۷۱ | ۲٬۴۹۵٬۰۰۰                        | [ ۲ ] | ۲٬۴۳۵                 | [ ۲ ] | —                    | —    |
| ۱۳۷۲ | ۲٬۳۰۸٬۰۰۰                        | [ ۲ ] | ۲٬۲۷۰                 | [ ۲ ] | —                    | —    |
| ۱۳۷۳ | ۲٬۳۵۶٬۰۰۰                        | [ ۲ ] | ۲٬۳۳۷                 | [ ۲ ] | —                    | —    |
| ۱۳۷۴ | ۲٬۴۶۵٬۰۰۰                        | [ ۲ ] | ۲٬۶۵۵                 | [ ۲ ] | —                    | —    |
| ۱۳۷۵ | ۲٬۶۲۷٬۰۰۰                        | [ ۲ ] | ۳٬۴۰۵                 | [ ۲ ] | —                    | —    |
| ۱۳۷۶ | ۲٬۵۶۴٬۰۰۰                        | [ ۲ ] | ۳٬۰۸۹                 | [ ۲ ] | —                    | —    |
| ۱۳۷۷ | ۲٬۴۱۳٬۰۰۰                        | [ ۲ ] | ۱٬۸۹۳                 | [ ۲ ] | —                    | —    |
| ۱۳۷۸ | ۲٬۲۷۶٬۰۰۰                        | [ ۲ ] | ۲٬۵۳۵                 | [ ۲ ] | —                    | —    |
| ۱۳۷۹ | ۲٬۵۲۶٬۰۰۰                        | [ ۲ ] | ۴٬۴۵۳                 | [ ۲ ] | —                    | —    |
| ۱۳۸۰ | ۲٬۴۲۶٬۰۰۰                        | [ ۲ ] | ۳٬۵۸۳                 | [ ۲ ] | —                    | —    |
| ۱۳۸۱ | ۲٬۲۹۰٬۰۰۰                        | [ ۲ ] | ۱۶٬۱۸۷                | [ ۲ ] | —                    | —    |
| ۱۳۸۲ | ۲٬۶۷۸٬۰۰۰                        | [ ۲ ] | ۲۲٬۷۴۳                | [ ۲ ] | —                    | —    |
| ۱۳۸۳ | ۲٬۸۰۹٬۰۰۰                        | [ ۲ ] | ۳۲٬۱۹۳                | [ ۲ ] | —                    | —    |
| ۱۳۸۴ | ۲٬۸۴۷٬۰۰۰                        | [ ۲ ] | ۴۷٬۴۱۹                | [ ۲ ] | —                    | —    |
| ۱۳۸۵ | ۲٬۶۹۹٬۰۰۰                        | [ ۲ ] | ۵۵٬۲۲۶                | [ ۲ ] | —                    | —    |
| ۱۳۸۶ | ۲٬۶۸۰٬۰۰۰                        | [ ۲ ] | ۶۲٬۶۷۷                | [ ۲ ] | —                    | —    |
| ۱۳۸۷ | ۲٬۴۶۸٬۰۰۰                        | [ ۲ ] | ۸۱٬۱۳۲                | [ ۲ ] | —                    | —    |
| ۱۳۸۸ | ۲٬۱۶۶٬۰۰۰                        | [ ۲ ] | ۴۷٬۲۸۶                | [ ۲ ] | —                    | —    |
| ۱۳۸۹ | ۲٬۱۰۲٬۰۰۰                        | [ ۲ ] | ۶۱٬۴۹۴                | [ ۲ ] | —                    | —    |
| ۱۳۹۰ | ۲٬۱۲۱٬۰۰۰                        | [ ۲ ] | ۹۱٬۴۹۸                | [ ۲ ] | —                    | —    |
| ۱۳۹۱ | ۱٬۹۰۷٬۰۰۰                        | [ ۲ ] | ۴۷٬۵۶۹                | [ ۲ ] | —                    | —    |
| ۱۳۹۲ | ۱٬۷۰۵٬۰۰۰                        | [ ۲ ] | ۴۴٬۵۰۴                | [ ۲ ] | —                    | —    |
| ۱۳۹۳ | ۱٬۴۶۲٬۰۰۰                        | [ ۲ ] | ۱۰۵٬۷۵۰               | [ ۲ ] | —                    | —    |
| ۱۳۹۴ | ۱٬۶۱۰٬۰۰۰                        | [ ۲ ] | ۶۶٬۰۰۰                | [ ۲ ] | —                    | —    |
| ۱۳۹۵ | ۲٬۲۷۷٬۰۰۰                        | [ ۲ ] | ۱۳۹٬۲۰۰               | [ ۲ ] | —                    | —    |
| ۱۳۹۶ | ۲٬۵۴۳٬۰۰۰                        | [ ۲ ] | ۱۸۴٬۱۰۰               | [ ۲ ] | —                    | —    |
| ۱۳۹۷ | —                                | —     | —                     | —     | —                    | —    |

میزان درآمد نفتی بر پایه طلا و میلیارد دلار
در هر سال با درآمد نفتی چه مقدار طلا به قیمت روز میشد ذخیره کرد
| سال         | درآمد نفتی(میلیارد دلار) | درآمد نفتی(تن طلا) |
| ----------- | ------------------------ | ------------------ |
| 1350 به قبل | 12                       | 10780              |
| 1351        | 5                        | 2662               |
| 1352        | 5.5                      | 1775               |
| 1353        | 17.8                     | 3476               |
| 1354        | 19.5                     | 3770               |
| 1355        | 20.1                     | 5008               |
| 1356        | 21.8                     | 4590               |
| 1357        | 21.3                     | 3423               |
| 1358        | 34                       | 3457               |
| 1359        | 12.6                     | 638                |
| 1360        | 11.8                     | 796                |
| 1361        | 12.1                     | 816                |
| 1362        | 13.4                     | 1109               |
| 1363        | 11.9                     | 873                |
| 1364        | 11.6                     | 1001               |
| 1365        | 5.9                      | 580                |
| 1366        | 10.3                     | 871                |
| 1367        | 10.2                     | 712                |
| 1368        | 14.2                     | 1157               |
| 1369        | 18.6                     | 1506               |
| 1370        | 17.4                     | 1496               |
| 1371        | 17.4                     | 1577               |
| 1372        | 14.1                     | 1281               |
| 1373        | 15.7                     | 1363               |
| 1374        | 16.8                     | 1360               |
| 1375        | 18.7                     | 1519               |
| 1376        | 17.8                     | 1440               |
| 1377        | 10.1                     | 815                |
| 1378        | 15.4                     | 1249               |
| 1379        | 25                       | 2789               |
| 1380        | 21.6                     | 2408               |
| 1381        | 23.2                     | 2664               |
| 1382        | 25.5                     | 2558               |
| 1383        | 39                       | 3338               |
| 1384        | 45.4                     | 3456               |
| 1385        | 54                       | 3788               |
| 1386        | 64.3                     | 3316               |
| 1387        | 71.2                     | 3184               |
| 1388        | 50                       | 1784               |
| 1389        | 66                       | 1838               |
| 1390        | 86.6                     | 1714               |
| 1391        | 81.2                     | 1513               |
| 1392        | 53.7                     | 1184               |
| 1393        | 27.3                     | 671                |
| 1394        | 41.1                     | 1023               |
| 1395        | 52.7                     | 1304               |
| 1396        | 60.5                     | 1497               |
| 1397        | 19.4                     | 460                |
| 1398        | 7.9                      | 164                |
| 1399        | 25.5                     | 467                |
| 1400        | 42.6                     | 736                |

برای مقایسه میزان درآمد نفتی بر پایه طلا یا دلار میتوان به نمودار زیر مراجعه کرد

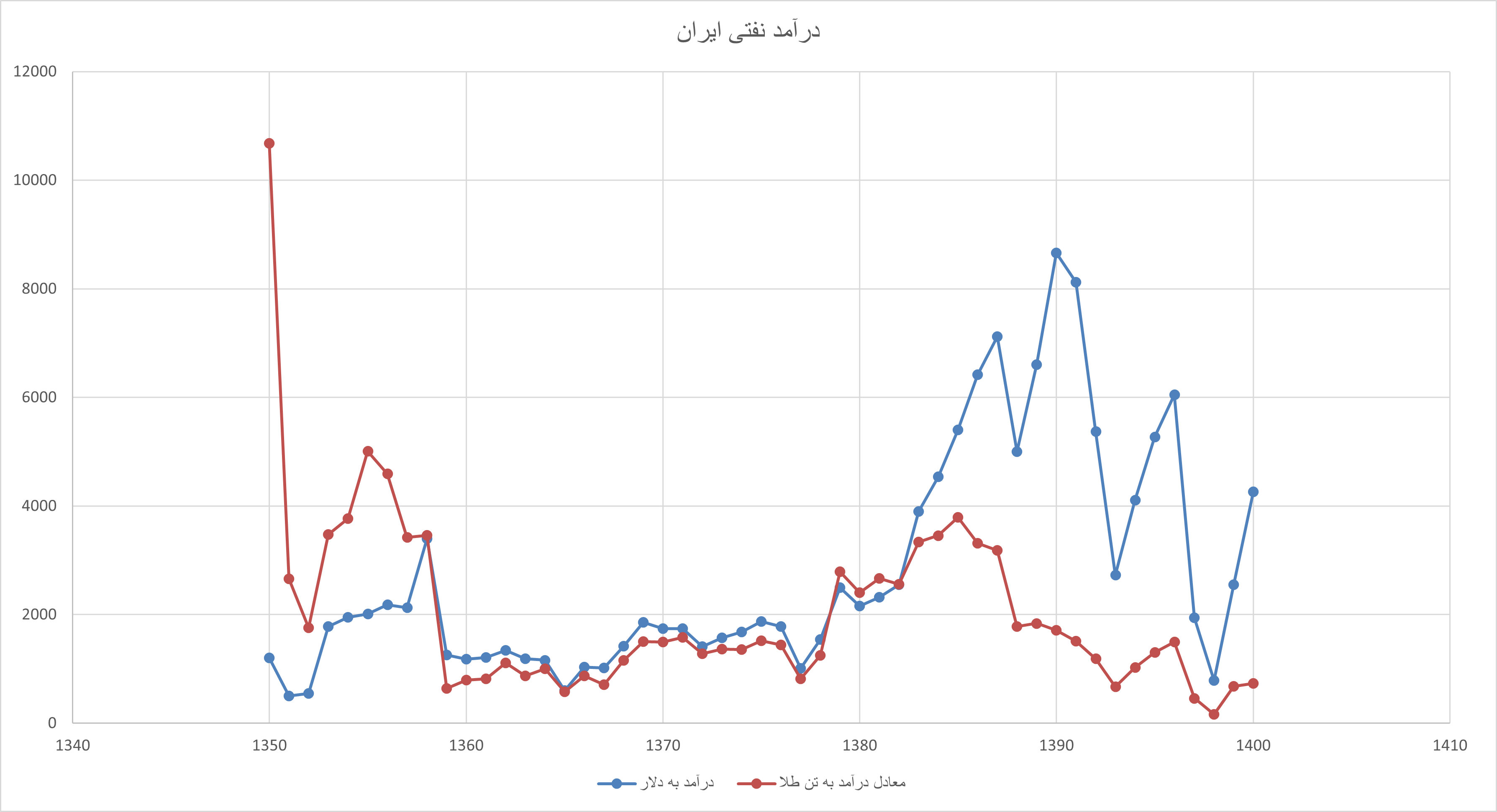
مقایسه درآمد نفتی ایران بر پایه طلا یا دلار

## میزان فروش به دلار
آمار میزان فروش نفت ایران در سال‌های پیش از انقلاب از زمان چاه شماره یک نخستین چاه نفت خاورمیانه، از سوی ترکان، معاون اسبق وزیر نفت و بخش دوم که درآمد نفتی ایران در فاصله سال‌های ۱۳۵۷ تا ۱۴۰۰ را برآورد می‌کند از سوی وحید شقاقی شهری کارشناس اقتصادی و عضو هیئت علمی دانشگاه خوارزمی تدوین شده است:
میزان فروش قبل از انقلاب سال ۱۳۵۷ برابر بود با حدود ۱۴۰ میلیارد دلار و بعد از انقلاب ایران تا سال ۱۴۰۰ برابر بود با ۱۴۱۲ میلیارد دلار.
درآمدهای نفتی هر دولت با میزان دلار نفتی و گازی خرج شده در زمان مدیریت هر دولت متفاوت است و کارکرد صندوق توسعه ملی و حساب ذخایر ارزی دولت نزد بانک مرکزی برای این است که درآمدهای نفتی و گازی در دوران گرانی این محصولات را ذخیره و در سال‌هایی که درآمد کاهش می‌یابد در اختیار دولت‌ها قرار دهد. در دولت محمد خاتمی ۱۵ میلیارد دلار حاصل از فروش نفت در صندوق توسعه ملی ذخیره و تحویل دولت بعد شد و در دولت احمدی‌نژاد بر ذخایر این صندوق افزوده شد، ولی در پایان دوازدهم گفته شد دولت ایران ۱۰۰ میلیارد دلار بدهی ارزی به صندوق توسعه ملی دارد که میزان ریالی آن کمتر از این مقدار است. همچنین در پایان دولت دهم در ۱۳۹۲ بیش از ۱۵۰ میلیارد دلار نفتی خرج نشده توسط این دولت در حساب بانک مرکزی وقت ایران باقی ماند و تحویل دولت یازدهم گردید. همچنین دولت حسن روحانی از این ۱۵۰ میلیارد دلار نزد بانک مرکزی، ۱۴۱ میلیارد دلار آن را خرج نمود و دولت را با ۹ میلیارد دلار ذخیره ارزی تحویل دولت بعد داد.
بلوکه شدن و آزاد شدن درآمدهای نفتی ایران در نتیجه تحریم‌ها مسیر دیگری است که باعث می‌شود درآمدهای نفتی حاصل شده در یک دولت در ایران در دوت‌های بعد هزینه شود. به عنوان مثال در حدود ۱۵۰ میلیارد دلار نفتی بلوکه شده ایران از زمان وقوع انقلاب اسلامی ۱۳۵۷، بعد از امضای توافق برجام آزاد و توسط دولت وقت خرج گردید.
| دوره | درآمد (میلیارد دلار) |
| --- | -------------------- |
| از حکومت احمدشاه تا سال ۱۳۵۲                                                                              | ۲۶٫۸                 |
| سال ۱۳۵۲ تا سال ۱۳۵۷ کمتر از ۵۰ میلیارد دلار طبق گزارش آبراهامیان در کتاب ایران بین دو انقلاب در صفحهٔ ۵۲۵ |                      |
| کل درآمد نفتی قبل از انقلاب                                                                               | ۷۶٫۸                 |
| سال ۱۳۵۷ تا سال ۱۳۶۰ (دولت موقت، دولت‌های اول و دوم)                                                       | ۳۶                   |
| سال ۱۳۶۰ تا سال ۱۳۶۸ (دولت‌های سوم و چهارم)                                                                | ۱۱۰                  |
| سال ۱۳۶۸ تا سال ۱۳۷۶ (دولت‌های پنجم و ششم)                                                                 | ۱۴۱                  |
| سال ۱۳۷۶ تا سال ۱۳۸۴ (دولت‌های هفتم و هشتم)                                                                | ۱۵۷                  |
| سال ۱۳۸۴ تا سال ۱۳۹۲ (دولت‌های نهم و دهم)                                                                  | ۶۱۸                  |
| سال ۱۳۹۲ تا سال ۱۴۰۰ (دولت‌های یازدهم و دوازدهم)                                                           | ۳۵۰                  |
| کل درآمد نفتی بعد از انقلاب تا سال ۱۴۰۰                                                                   | ۱۴۱۲                 |

## میزان فروش نفت ایران به دلار امروز
برای درک و مقایسه ارزش فروش حدودی به دلار امروز با در نظر گرفتن دوره ۷۰ ساله ۱۹۰۸ تا ۱۹۷۹ زمان انقلاب ایران، و دوره ۴۳ ساله از ۱۹۷۹ تا ۲۰۲۲ به مبالغ زیر می‌رسیم. البته باید ارزش دقیق دلار را سالانه در نظر گرفت که مطلب ذیل به‌طور دقیقی قابل استناد شود،
| دوره                                        | درآمد (میلیارد دلار) | مقدار طلایی که با درآمد در آن روز میشد خرید (تن طلا) | درآمدکل به دست آمده از تبدیل طلا به دلار (معادل میلیارد دلار امروز) |
| ------------------------------------------- | -------------------- | ---------------------------------------------------- | ------------------------------------------------------------------- |
| کل درآمد نفتی دوره پهلوی                    | 123                  | 35361                                                | 2671                                                                |
| کل درآمد نفتی بعد از انقلاب تا آخر سال ۱۴۰۰ | 1416                 | 67471                                                | 5106                                                                |
| درآمد دهه 50 پهلوی                          | 111                  | 24684                                                | 1863                                                                |
| درآمد دولت موسوی                            | 87.3                 | 6758                                                 | 511                                                                 |
| درآمد دولت هاشمی رفسنجانی                   | 133                  | 11259                                                | 851                                                                 |
| درآمد دولت خاتمی                            | 177.6                | 17261                                                | 1304                                                                |
| درآمد دولت احمدی نژاد                       | 519                  | 20593                                                | 1556                                                                |
| درآمد دولت روحانی                           | 288                  | 6769                                                 | 511                                                                 |

مقایسه درآمد نفت بر پایه طلا بین دولت ها این اطلاعات را به ما می دهد:
درآمد افسانه ای دهه پنجاه دولت پهلوی
با اینکه درآمد نفتی پهلوی از لحاظ دلاری شاید خیلی بالا به نظر نرسد اما اگر این درآمد را بر اساس طلا مقایسه کنیم به یک رقم افسانه ای میرسیم.
اما متاسفانه این درآمد در راه توسعه به طور مناسب صرف نشد.
مقایسه درآمد نفتی دولت احمدی نژاد با دولت خاتمی بر اساس دلار نشان میدهد که این دو دولت اختلاف درآمد خیلی زیادی داشته اند اما با توجه به اینکه ارزش دلار ثابت نیست مقایسه معادل درآمد به طلا شاخص مناسب تری می باشد.
بر اساس مقایسه این شاخص درآمد دولت اصلاحات و احمدی نژاد تفاوت چندانی ندارد پس این گزاره که "دولت احمدی درآمد سرشار نفتی داشت و آن دوران دیگر تکرار نمی شود و درآمد افسانه ای احمدی نژاد از نفت" صحیح نمی باشد و گویندگان این گزاره ها با مخاطبین خود صادق نیستند.
در ادامه نمودار مقایسه ای درآمد نفت در دولت های مختلف بر اساس طلا یا دلار آمده است.

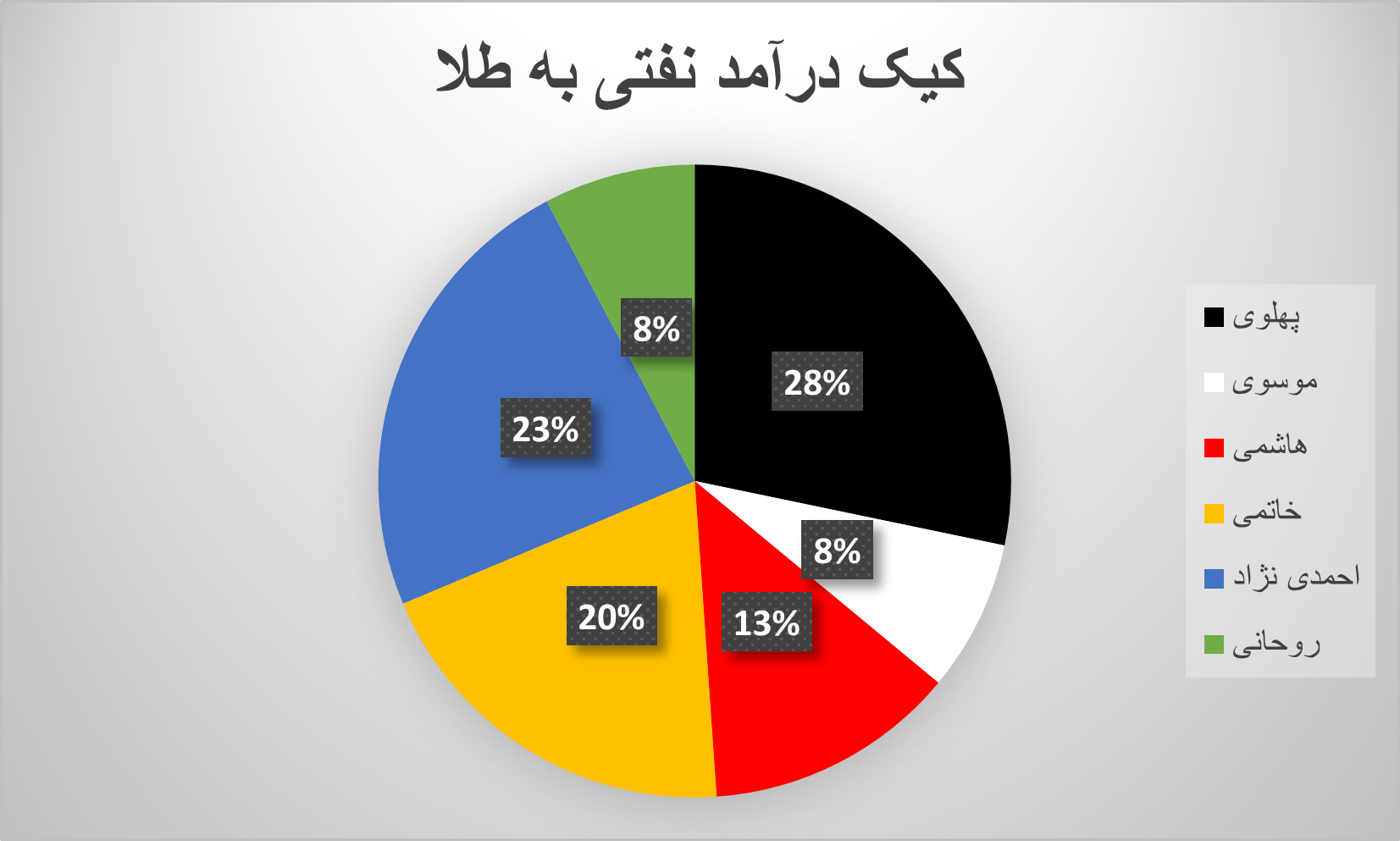
کیک درآمد نفتی طلا

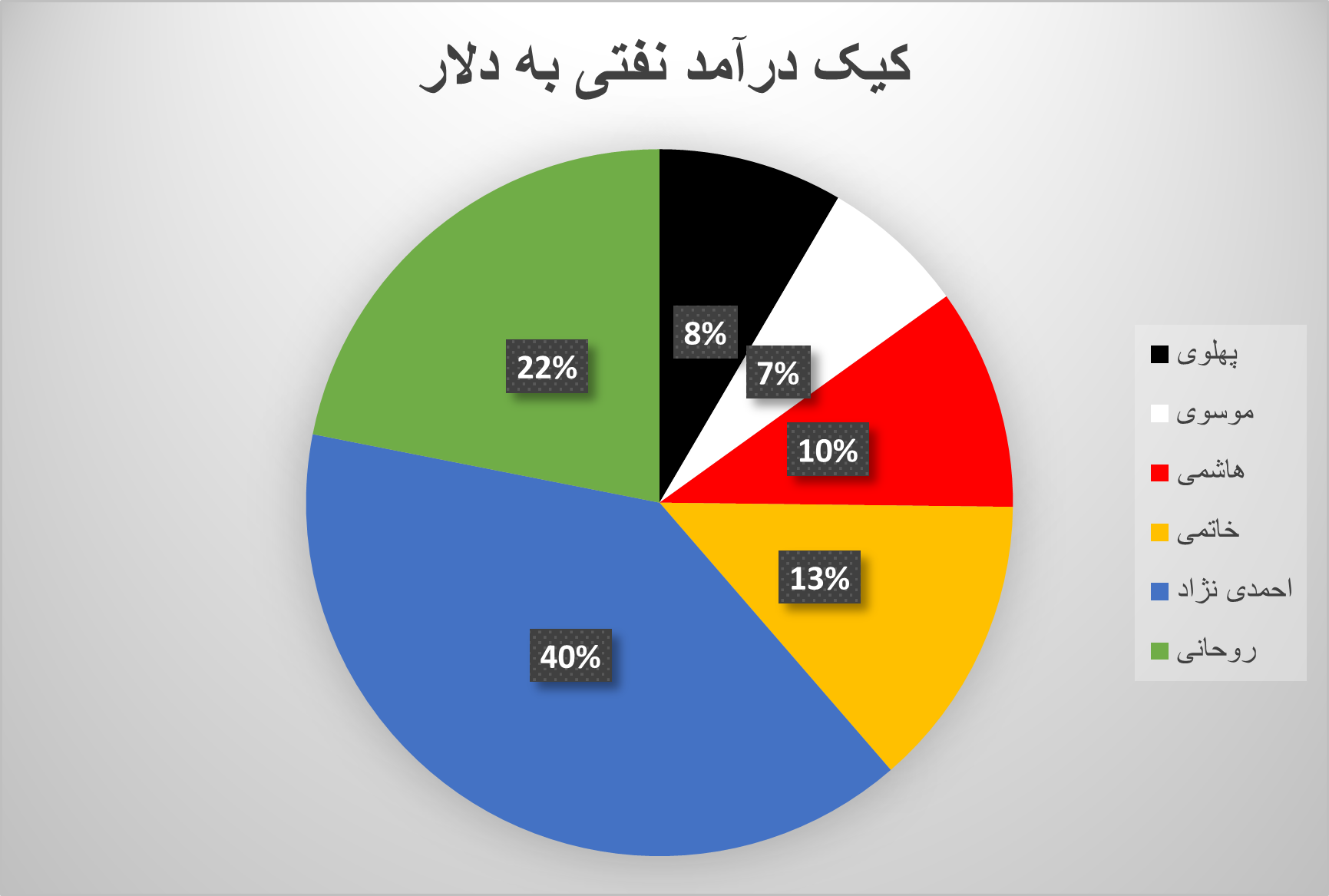
کیک درآمد نفتی دلار

| دوره                                                | درآمد (میلیارد دلار) | درآمد (معادل میلیارد دلار امروز) |
| --------------------------------------------------- | -------------------- | -------------------------------- |
| دوره قاجار                                          |                      |                                  |
| دوره رضا شاه                                        |                      |                                  |
| دوره محمدرضا پهلوی(1320تا 1351)                     | 12                   | 91.26                            |
| دوره محمدرضا پهلوی 1351تا ۱۳۵۷                      | 111                  | 593                              |
| سال ۱۳۵۷ تا سال ۱۳۶۰ (دولت موقت، دولت‌های اول و دوم) | ۳۶                   | 170                              |
| سال ۱۳۶۰ تا سال ۱۳۶۸ (دولت‌های سوم و چهارم)          | 87.3                 | 253                              |
| سال ۱۳۶۸ تا سال ۱۳۷۶ (دولت‌های پنجم و ششم)           | 133                  | 290                              |
| سال ۱۳۷۶ تا سال ۱۳۸۴ (دولت‌های هفتم و هشتم)          | 177.6                | 310                              |
| سال ۱۳۸۴ تا سال ۱۳۹۲ (دولت‌های نهم و دهم)            | 519                  | 744                              |
| سال ۱۳۹۲ تا سال ۱۴۰۰ (دولت‌های یازدهم و دوازدهم)     | ۳۵۰                  | حدود 420                         |